# All Things Under the Sun
All Things Under the Sun is een nummer van de Nederlandse zanger Wulf, uitgebracht in januari 2018. Het is de derde single van zijn debuut-EP Switching Gears. In september 2019 verscheen het nummer op zijn debuutalbum This Is Wulf.
Het nummer won de Alarmschijf bij Qmusic, werd TopSong bij NPO Radio 2 en verscheen in diverse Nederlandse hitlijsten, waaronder de Nederlandse Top 40 en de Single Top 100. In de Vlaamse Ultratop 50 piekte het nummer slechts op tip 22. Eind 2020 verscheen het nummer in de NPO Radio 2 Top 2000.

## Hitnoteringen

### Nederlandse Top 40
| Hitnotering: 27-01-2018 t/m 16-06-2018 | Hitnotering: 27-01-2018 t/m 16-06-2018 | Hitnotering: 27-01-2018 t/m 16-06-2018 | Hitnotering: 27-01-2018 t/m 16-06-2018 | Hitnotering: 27-01-2018 t/m 16-06-2018 | Hitnotering: 27-01-2018 t/m 16-06-2018 | Hitnotering: 27-01-2018 t/m 16-06-2018 | Hitnotering: 27-01-2018 t/m 16-06-2018 | Hitnotering: 27-01-2018 t/m 16-06-2018 | Hitnotering: 27-01-2018 t/m 16-06-2018 | Hitnotering: 27-01-2018 t/m 16-06-2018 | Hitnotering: 27-01-2018 t/m 16-06-2018 | Hitnotering: 27-01-2018 t/m 16-06-2018 | Hitnotering: 27-01-2018 t/m 16-06-2018 | Hitnotering: 27-01-2018 t/m 16-06-2018 | Hitnotering: 27-01-2018 t/m 16-06-2018 | Hitnotering: 27-01-2018 t/m 16-06-2018 | Hitnotering: 27-01-2018 t/m 16-06-2018 | Hitnotering: 27-01-2018 t/m 16-06-2018 | Hitnotering: 27-01-2018 t/m 16-06-2018 | Hitnotering: 27-01-2018 t/m 16-06-2018 | Hitnotering: 27-01-2018 t/m 16-06-2018 | Hitnotering: 27-01-2018 t/m 16-06-2018 |
| Week:                                  | 1                                      | 2                                      | 3                                      | 4                                      | 5                                      | 6                                      | 7                                      | 8                                      | 9                                      | 10                                     | 11                                     | 12                                     | 13                                     | 14                                     | 15                                     | 16                                     | 17                                     | 18                                     | 19                                     | 20                                     | 21                                     |                                        |
| -------------------------------------- | -------------------------------------- | -------------------------------------- | -------------------------------------- | -------------------------------------- | -------------------------------------- | -------------------------------------- | -------------------------------------- | -------------------------------------- | -------------------------------------- | -------------------------------------- | -------------------------------------- | -------------------------------------- | -------------------------------------- | -------------------------------------- | -------------------------------------- | -------------------------------------- | -------------------------------------- | -------------------------------------- | -------------------------------------- | -------------------------------------- | -------------------------------------- | -------------------------------------- |
| Positie:                               | 28                                     | 25                                     | 22                                     | 19                                     | 19                                     | 23                                     | 23                                     | 17                                     | 20                                     | 22                                     | 22                                     | 23                                     | 26                                     | 27                                     | 26                                     | 22                                     | 22                                     | 24                                     | 29                                     | 33                                     | 38                                     | uit                                    |

### NederlandseSingle Top 100
| Hitnotering (week 1): 10-03-2018 Hitnotering (week 2 t/m 9): 28-04-2018 t/m 16-06-2018 | Hitnotering (week 1): 10-03-2018 Hitnotering (week 2 t/m 9): 28-04-2018 t/m 16-06-2018 | Hitnotering (week 1): 10-03-2018 Hitnotering (week 2 t/m 9): 28-04-2018 t/m 16-06-2018 | Hitnotering (week 1): 10-03-2018 Hitnotering (week 2 t/m 9): 28-04-2018 t/m 16-06-2018 | Hitnotering (week 1): 10-03-2018 Hitnotering (week 2 t/m 9): 28-04-2018 t/m 16-06-2018 | Hitnotering (week 1): 10-03-2018 Hitnotering (week 2 t/m 9): 28-04-2018 t/m 16-06-2018 | Hitnotering (week 1): 10-03-2018 Hitnotering (week 2 t/m 9): 28-04-2018 t/m 16-06-2018 | Hitnotering (week 1): 10-03-2018 Hitnotering (week 2 t/m 9): 28-04-2018 t/m 16-06-2018 | Hitnotering (week 1): 10-03-2018 Hitnotering (week 2 t/m 9): 28-04-2018 t/m 16-06-2018 | Hitnotering (week 1): 10-03-2018 Hitnotering (week 2 t/m 9): 28-04-2018 t/m 16-06-2018 | Hitnotering (week 1): 10-03-2018 Hitnotering (week 2 t/m 9): 28-04-2018 t/m 16-06-2018 | Hitnotering (week 1): 10-03-2018 Hitnotering (week 2 t/m 9): 28-04-2018 t/m 16-06-2018 |
| Week:                                                                                  | 1                                                                                      |                                                                                        | 2                                                                                      | 3                                                                                      | 4                                                                                      | 5                                                                                      | 6                                                                                      | 7                                                                                      | 8                                                                                      | 9                                                                                      |                                                                                        |
| -------------------------------------------------------------------------------------- | -------------------------------------------------------------------------------------- | -------------------------------------------------------------------------------------- | -------------------------------------------------------------------------------------- | -------------------------------------------------------------------------------------- | -------------------------------------------------------------------------------------- | -------------------------------------------------------------------------------------- | -------------------------------------------------------------------------------------- | -------------------------------------------------------------------------------------- | -------------------------------------------------------------------------------------- | -------------------------------------------------------------------------------------- | -------------------------------------------------------------------------------------- |
| Positie:                                                                               | 96                                                                                     | uit                                                                                    | 76                                                                                     | 58                                                                                     | 70                                                                                     | 66                                                                                     | 55                                                                                     | 69                                                                                     | 85                                                                                     | 74                                                                                     | uit                                                                                    |

### NPO Radio 2 Top 2000
All Things Under the Sun stond alleen in 2020 in de NPO Radio 2 Top 2000, op plek 1825.